# دریچه قلب

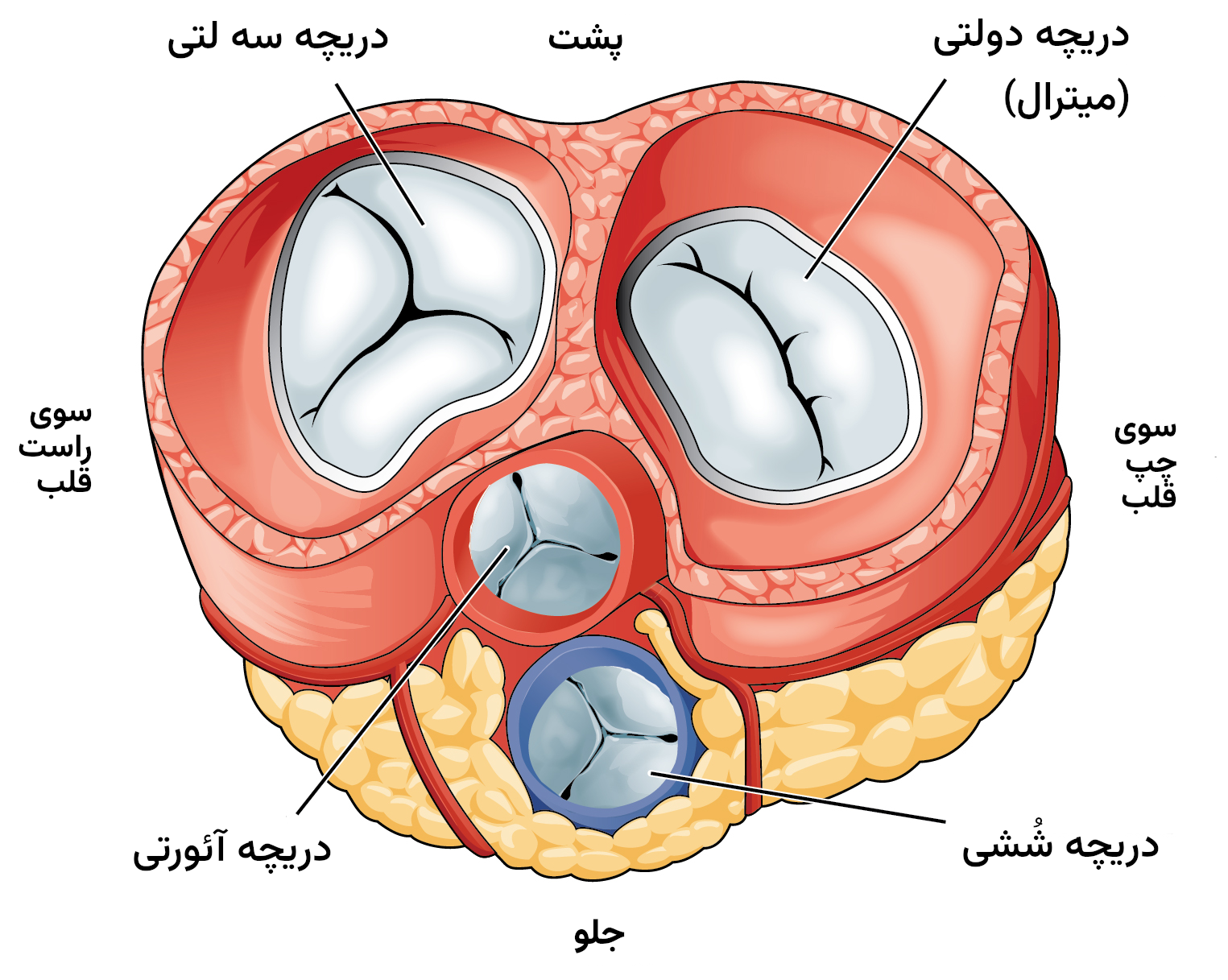
رونگاره و شمای دریچه‌های چهارگانه قلب

دریچه‌های قلب (انگلیسی: Heart valve) به خون اجازه می‌دهد تا تنها در یک مسیر از قلب جریان یابد، به‌طور کلی نقش دریچه‌ها در دستگاه گردش خون یک طرفه کردن جریان خون است. در قلب پستانداران، چهار دریچه وجود دارند که جهت جریان خون را تعیین می‌کنند. دارای ساختار عصبی اند.
دریچه‌های قلبی بر اساس ۱. تفاوت فشار خون دو سوی خود و ۲. ساختار خاصشان، باز یا بسته می‌شوند. (منظور از ساختار خاص جهت مساعد باز شدن دریچه هاست) باز و بسته شدن دریچه‌های قلبی توسط دستگاه عصبی پیرامونی مدیریت می‌شود و کاملاً غیرارادی است.
از چهار دریچه قلب، دو دریچه، دهلیزی-بطنی و دو دریچه، نیمه‌هلالی یا سینی هستند. دریچه دو لختی (میترال) و دریچه سه‌لختی (تریکاسپید) ارتباط میان بطن‌ها و دهلیزها را برقرار می‌کنند و از این‌رو دهلیزی-بطنی خوانده می‌شوند. دریچه ریوی و دریچه آئورتی، دریچه‌های سینی هستند که ارتباط قلب با سرخرگ‌های ترک‌کنندهٔ قلب را اداره می‌کنند.
جنس دریچه‌های قلب، بافت پوششی است. (بافت پیوندی باعث استحکام دریچه‌ها می‌شود و در دیواره دریچه قرار دارد)
در یک فرد سالم، دریچه‌های لختی (میترال و ۳ لختی که میان بطن و دهلیز چپ و راست به ترتیب) فقط هنگام انقباض بطن‌ها بسته و دریچه‌های سینی (دریچه‌هایی میان سرخ رگ ششی و بطن راست و سرخ رگ آئورت و بطن چپ) فقط هنگام انقباض بطن‌ها باز هستند.
هر ۴ دریچه در لحظه شروع و پایان انقباض بطن همزمان بسته هستند.

## دریچه‌های دهلیزی
در قلب انسان، دریچه‌های میترال و سه لختی که در مجموع به آنها دریچه دهلیزی بطنی گفته می‌شود، بین دهلیزها و بطن‌ها قرار دارند. این دریچه‌ها برای جلوگیری از برگشت خون از بطن‌ها به دهلیزها در طول مرحله انقباض، به نام سیستول، حیاتی هستند.
این دریچه‌های دهلیزی توسط تاندینه‌های آکورد پشتیبانی می‌شوند و توسط عضلات پاپیلاری به دیواره‌های بطن متصل می‌شوند و دستگاه زیر دریچه‌ای را تشکیل می‌دهند. نشان داده شده است که دستگاه زیر دریچه ای بر باز و بسته شدن دریچه‌ها تأثیر نمی‌گذارد، که به‌طور کامل توسط اختلاف فشار در سراسر شیر کنترل می‌شود.
بسته شدن دریچه‌های دهلیزی باعث تولید صدای «لوب» می‌شود که به آن اولین صدای قلب (S1) می‌گویند. برعکس، بسته شدن دریچه‌های نیمه هلالی (SL) منجر به صدای «داب» می‌شود که به عنوان صدای قلب دوم (S2) شناخته می‌شود.
دریچه میترال که به دلیل داشتن دو فلپ یا کاسپ، دریچه دو لختی نیز نامیده می‌شود، جریان خون را از دهلیز چپ به بطن چپ تسهیل می‌کند. عملکرد آن در طول دیاستول، مرحله ای از چرخه قلبی که عضله قلب شل می‌شود، برجسته می‌شود. در این مدت است که دریچه میترال در پاسخ به افزایش فشار در دهلیز چپ با پر شدن از خون باز می‌شود و به این جریان غیرفعال به بطن چپ اجازه می‌دهد. دریچه تا زمانی که انقباض دهلیزی اتفاق بیفتد بازمی‌ماند و در این مرحله برای جلوگیری از جریان برگشتی بسته می‌شود. به حجم خون منتقل شده در این مرحله، حجم دیاستولیک پایانی (EDV) گفته می‌شود.
در سمت راست قلب، دریچه سه لتی که دارای سه برگچه یا کاسپ است، جریان بین دهلیز راست و بطن راست را تنظیم می‌کند و جریان یک طرفه را تضمین می‌کند و از هرگونه حرکت رو به عقب خون جلوگیری می‌کند.

## دریچه‌های نیمه هلالی
در قلب انسان، دریچه‌های آئورت و ریوی به دلیل شکل نیمه ماه به «دریچه‌های نیمه هلالی» معروف هستند. این دریچه‌ها به ترتیب در محل اتصال بطن‌های قلب و شریان‌های اصلی قرار دارند: آئورت و تنه ریوی. وظیفه اصلی آنها تسهیل جریان رو به جلوی خون به داخل این شریان‌ها و در عین حال جلوگیری از برگشت آن به بطن‌ها است.
بین بطن چپ و آئورت، دریچه آئورت که از سه کاسپ تشکیل شده است، مسئول تنظیم جریان خون است. در طی سیستول بطنی، زمانی که فشار بطن چپ از فشار آئورت بیشتر می‌شود، دریچه آئورت باز می‌شود و اجازه عبور خون به داخل آئورت را می‌دهد. برعکس، پس از پایان سیستول بطنی، کاهش سریع فشار بطن چپ منجر به بسته شدن دریچه آئورت می‌شود. این رویداد بسته شدن خاص به عنوان جزء A2 صدای قلب دوم قابل شنیدن است.
به‌طور مشابه، دریچه ریوی که دارای سه کاسپ است و بین بطن راست و شریان ریوی قرار دارد، بر اساس اصول مشابه عمل می‌کند. در طی سیستول بطنی، زمانی که فشار بطن راست از فشار شریان ریوی پیشی می‌گیرد، دریچه ریوی برای خروج خون باز می‌شود. افت بعدی فشار بطن راست باعث بسته شدن دریچه ریوی می‌شود. بسته شدن دریچه ریوی جزء P2 صدای دوم قلب را تولید می‌کند. به دلیل فشارهای پایین‌تر مشخصه قلب راست، صدای P2 معمولاً ملایم‌تر از صدای A2 است، اگرچه ممکن است هر دو جزء در هنگام استنشاق در برخی افراد جوان‌تر به‌طور مشخص قابل تشخیص باشند.

## رشد
دریچه‌های قلب در جنین‌های در حال رشد از ساختارهایی به نام کانال‌های دهلیزی و بطنی و تنه شریانی تشکیل می‌شوند. دریچه‌های دو لختی و سه لتی از فرورفتگی پایه‌های بطنی به وجود می‌آیند و به کاسپ دریچه‌ها تبدیل می‌شوند. برعکس، دریچه‌های نیمه قمری (ریوی و آئورت) از چهار بالشتک اندوکاردیال در تنه شریانی منشأ می‌گیرند که بعداً به سه کاسپ دریچه‌های نیمه قمری متمایز می‌شوند. این فرایندها تا هفته نهم رشد جنینی قابل مشاهده هستند.